# 城戸義政
城戸 義政（きど よしまさ、1994年1月29日 - ）は、日本中央競馬会 (JRA) の騎手。

## 来歴
競馬とは縁のない家庭で育った。騎手を志したきっかけはたまたま競馬学校を紹介するテレビ番組を見たため。中学3年生のときに受けた1度目の入学試験は不合格となる。その後高校に進学し、2度目の受験で合格し、高校を中退。その後、乗馬未経験のため、競馬学校入学までの4か月前から学校に通って乗馬の技術を教わっていた。同期には和田翼、伴啓太、原田敬伍がいる。
2013年3月に栗東・藤岡健一厩舎からデビュー。初騎乗は3月2日の小倉1Rでバクシンパワーに騎乗し、6着だった。初勝利は6月29日の函館2Rでアテンファーストに騎乗して1着。同期の中では一番遅い初勝利だった。
1年目は4勝に終わったが2年目の2014年は15勝を挙げている。
2016年にはフィリーズレビューでカネトシブレスに騎乗し、重賞初騎乗を果たすと重賞騎乗2回目の札幌2歳ステークスでブラックオニキスに騎乗し2着に入り連対すると、当馬とのコンビで阪神ジュベナイルフィリーズに出走し、GI初騎乗を果たす。
2016年藤岡厩舎を離れフリーになる。その後2018年10月20日までフリーでいたが、10月21日から栗東・奥村豊厩舎に所属する。

## 騎乗成績
- 競馬ラボ[7]およびnetkeiba[8]より

|            | 日付           | 競馬場・開催    | 競走名                     | 馬名             | 頭数 | 人気 | 着順 |
| ---------- | -------------- | --------------- | -------------------------- | ---------------- | ---- | ---- | ---- |
| 初騎乗     | 2013年3月2日   | 1回小倉7日目1R  | 3歳未勝利                  | バクシンパワー   | 14頭 | 7    | 6着  |
| 初勝利     | 2013年6月29日  | 1回函館5日目2R  | 3歳未勝利                  | アテンファースト | 10頭 | 3    | 1着  |
| 重賞初騎乗 | 2016年3月13日  | 1回阪神6日目11R | フィリーズレビュー         | カネトシブレス   | 18頭 | 17   | 9着  |
| GI初騎乗   | 2016年12月11日 | 5回阪神4日目11R | 阪神ジュベナイルフィリーズ | ブラックオニキス | 18頭 | 13   | 12着 |

## 主な騎乗馬
- グランドボヌール - トリトンステークス（1600万下）、オーシャンステークス4着